# Бокины
Боки́ны (пол. Bokiny) — деревня в Белостокском повете Подляского воеводства Польши. Входит в состав гмины Лапы. По данным переписи 2011 года, в деревне проживало 314 человек.

## География
Деревня расположена на северо-востоке Польши, на левом берегу реки Нарев, на расстоянии приблизительно 18 километров (по прямой) к юго-западу от города Белостока, административного центра повета. Абсолютная высота — 118 метров над уровнем моря. К северу от деревни проходит автодорога 678.

## История
Согласно «Списку населенных мест Ломжинской губернии», в 1906 году в деревне Бокины проживало 417 человек (216 мужчин и 201 женщина). В конфесиональном отношении всё население деревни исповедовало католицизм. В административном отношении деревня входила в состав гмины Ковалевщизна Мазовецкого уезда.
В период с 1975 по 1998 годы Бокины являлись частью Белостокского воеводства.